# Mogchokpa Rinchèn Tseundru
Mogchokpa Rinchèn Tseundru tibétain : རྨོག་ལྕོག་པ་རིན་ཆེན་བརྩོན་འགྲུས།, Wylie : rmog lcog pa rin chen brtson 'grus, (1110-1170), est un lama tibétain de l'école Shangpa Kagyu du bouddhisme tibétain, à l'origine de la lignée de Mogchok Rinpoché.

## Biographie
Mokchokpa Rinchen Tsondrü est né dans la vallée de Lhabu, en amont de la vallée de Shang du comté de Namling au Tibet occidental, où Khyungpo Naljor avait installé son principal monastère, Zhangzhong Dorjé Den.
Il est vraisemblablement né dans une famille religieuse et il a découvert et pratiqué les enseignements dans ses jeunes années. 
Son autobiographie débute par son entrée dans le dharma à l'âge de seize ou dix-sept ans, en entrant à Zhangzhong Dorjé Den comme novice. Il passe environ un an à étudier les codes de conduite monastiques, le Vinaya. 
Il demande à apprendre des pratiques et Khyungpo Naljor lui en enseigne quelques-unes, et lui conseille d'étudier avec d'autres maîtres dans un premier temps.
Dans sa jeunesse, il étudie des textes bouddhiques, dont la Prajnaparamita. Pendant 5 ans, il reçoit des enseignements de Lama Burgom Nakpo, un disciple de Rechungpa. Khyungpo Naljor lui indique que lors d'un rêve, le bouddha Amitābha lui demande de donner les instructions de l'école Shangpa Kagyu afin qu'il devienne le détenteur de la lignée Shangpa. Il étudie aussi avec Khampa Aseng, un enseignant du 1er karmapa Düsum Khyenpa dont il est un ami spirituel. Après la mort de Khyungpo Naljor, il passe deux ans en méditation solitaire. Il développe des expériences et réalisations de la Forme Illusoire, du Yoga du rêve et de la Claire Lumière. Il rencontre Gampopa pour clarifier ses doutes sur sa pratique et reçoit les enseignements du mahamoudra. Mokchokpa reste méditer dans une grotte de montagne dans la région de Mokchok pendant douze ans et passe sept ou huit de ces années à s'entraîner exclusivement dans la « réalisation combinée des quatre divinités » (lha bzhi dril grub), l'une des pratiques fondamentales de la tradition Shangpa. Pendant ce temps, il eut des visions lui indiquant qu'il construirait un monastère à Mokchok et rassemblerait de nombreux disciples. Alors que Mokchokpa gisait mourant, il chanta une chanson à ses disciples et dit : « Après cette vie, j'irai dans la pure Terre Orientale de la Joie, Appelée Lumière Brillante où j'atteindrai l'illumination et tournerai la roue du dharma. La lignée Shangpa sera poursuivie par le grand Wonton Kyergangpa, lui-même une émanation d'Avalokiteśvara. Il aura un disciple de grande renommée, Sangye Nyenton Rigongpa, dont le disciple continuera à son tour la transmission et protégera cette lignée. »